# Banjsko Selo
Banjsko Selo – wieś w Chorwacji, w żupanii karlowackiej, w gminie Barilović. W 2011 roku liczyła 144 mieszkańców.